# بداية الخلق
بداية الخلق
.
في الحديث يرويه الإمام أحمد ومسلم والترمذي وغيرهم عن عبادة ابن الصامت-رضي الله عنه- قال : قال رسول الله ﷺ : إن أول ما خلق الله عز وجل هو القلم ثم قال له اكتب فجرى في تلك الساعة بما هو كائن إلى يوم القيامة. فهذا علم الله تعالى خطه القلم بما امره به سبحانه وتعالى في اللوح المحفوظ 